# Edward Auer
Pour les articles homonymes, voir Auer.
Edward Auer (New York, 7 décembre 1941) est un pianiste classique, américain. En 1965, il est le premier américain à être primé au Concours international de piano Frédéric-Chopin (5e prix). En raison de ses fréquentes et suivantes tournée en Pologne Edward Auer est connu dans le monde entier[réf. nécessaire] comme interprètes de Frédéric Chopin. Mais le répertoire d'Auer est large, allant de Mozart à Chostakovitch en passant par Beethoven, Schubert, Schumann, Rachmaninov, Ravel et Stravinsky, parmi d'autres qu'il a joué lors d'une tournée aux États-Unis, en Europe et en Asie.

## Biographie
Edward Auer grandit à Los Angeles, et étudie dès six ans le piano avec Aube Tzerko ainsi que la composition avec Leonard Stein. Il poursuit ses études à la Juilliard School avec Rosina Lhévinne et pendant deux ans à Paris, grâce à une bourse d'études Fulbright, avec Julius Katchen.

## Carrière
Edward Auer remporte le Young Concert Artists International Auditions en 1964 (Occidental College en Californie) et est lauréat du prestigieux 7e Concours Frédéric-Chopin en 1965, faisant de lui le premier américain à remporter un prix, avant Garrick Ohlsson, en 1970.
Selon Robert Cummings, du site AllMusic, « Le milieu des années 1960 ont été une période charnière pour le jeune pianiste : en 1964, il a remporté le Young Concert Artists International Auditions ; l'année suivante, il termine cinquième au Concours Chopin de Varsovie et second du Concours Beethoven à Vienne ; il a remporté le cinquième prix au Concours Tchaïkovski (Moscou) en 1966 et le premier du Concours Long-Thibaud à Paris l'année suivante. Edward Auer a fait ses débuts au Carnegie Hall (1964) en interprétant le Deuxième Concerto pour piano de Chopin et a lancé sa première tournée américaine et canadienne entre 1965 et 1966, donnant des récitals et apparaissant avec de grands orchestres comme l'orchestre philharmonique de Los Angeles ».
Depuis ses débuts new-yorkais au Carnegie Hall sous les auspices des Young Concert Artists, Edward passe sa carrière à se produire à travers les États-Unis, l'Europe et l'Asie. Il donne une série de récitals et de concerts dans une trentaine de pays, dont les États-unis, l'Europe, le Japon, Israël, Corée du Sud et en Australie. Depuis 1965, il a effectué plus d'une vingtaine de tournées de récitals en Pologne.
Selon son site web, Auer a joué comme soliste avec l'orchestre philharmonique de Los Angeles et les orchestres de Detroit, Atlanta, Baltimore, avec la NHK de Tokyo, l'orchestre RIAS de Berlin, l'Orchestre national de Paris et beaucoup d'autres, sous la direction notamment, de Zubin Mehta, Charles Dutoit, Herbert Blomstedt, Sergiu Comissiona et Riccardo Chailly.
Il est professeur de piano à la Jacobs School of Music de l'Université d'Indiana à Bloomington, dans l'Indiana. Parmi ses élèves, se trouve Kori Bond.
Il a été membre du jury du Concours Chopin en Chopin 1985 et 2000, et du Concours Long-Thibaud.

## Style
Edward Auer est connu pour ses interprétations pourvues d'une attitude stoïque. Le critique musical du Herald Times, Peter Jacobi, capture l'essence de l'interprétation d'Auer ainsi : « Il joue avec une force enviable et clarté. Le spectacle de l'émotion, si absent dans son comportement, inonde dans ses doigts »

## Enregistrements
Edward Auer a enregistré pour RCA Japon, EMI/Toshiba, Erato, Camerata, TownHall, Brilliant Classics et d'autres labels.
En novembre 2008, Auer publie son dernier enregistrement du volume 1 des Nocturnes de Chopin, sur son propre label discographique indépendant, Culture Demain Recordings, sis à Bloomington.
Ce premier enregistrement a reçu des éloges du critique musical, Harris Goldsmith, qui dit que « l'éloquence d'Auer et ses compétences techniques, s'est approfondie pour atteindre un supplément de communication et une maîtrise interprétative, mais cette nouvelle anthologie sans doute prend une place d'honneur aux côtés des plus grandes éditions existantes, de ces chefs-d'œuvre copieusement enregistrés, par exemple, les versions de 1938 de Rubinstein, d'Ivan Moravec et Tamas Vasary — pour nommer mes quelques favoris ».
Chopin Nocturnes vol. 1 est le premier des huit volumes prévus pour la célébration du bicentenaire de la naissance de Frédéric Chopin, en 2010.

## Discographie (sélection)
- Chostakovitch, Musique de chambre : Quintette avec piano et Trio avec piano no 2 - avec Paul Rosenthal et Christiaan Bor, violons ; Marcus Thompson, alto ; Godfried Hoogeveen et Nathaniel Rosen, violoncelle (21 mars/7 août 1990, Brilliant Classics) (OCLC 829740623 et 62312420)
- Chopin, 19 valses (4-6 février 1999, Camerata) (OCLC 50066751)
- Chopin, Quatre Ballades (novembre 1988, Camerata) (OCLC 29781009)
- Chopin, Nocturnes vol. 1 (2007, Culture/Demain Recordings)
- Chopin, Nocturnes vol. 2 et Quatre Scherzos (2008, Culture/Demain Recordings) (OCLC 908769324)
- Chopin, Concertos pour piano - avec le Quatuor de Shanghai (2010, Culture/Demain Recordings)